# Троицкий (Доволенский район)
Троицкий — упразднённый посёлок в Доволенском районе Новосибирской области России. На момент упразднения входил в состав Доволенского сельсовета. Исключен из учётных данных в 1981 году.

## География
Располагался восточнее региональной дороги 50К27 «296 км а/д „К-17р“ — Полойка — Травное — Довольное», в 11 км к северу от села Травное.

## История
Посёлок был основан в 1910 году. В 1928 году состоял из 82 хозяйств. В административном отношении являлся центром Троицкого сельсовета Индерского района Новосибирского округа Сибирского края.
Решением Новосибирского облисполкома от 30.12.1981 г. № 894/пр посёлок исключен из учётных данных в связи с выездом населения.

## Население
По переписи 1926 г. в посёлке проживало 411 человек (208 мужчин и 203 женщины), основное население — украинцы.